# Cenerentola e il pane quotidiano
senza farmi ingannare dagli eroi della TV»
(TV baby)
Cenerentola e il pane quotidiano è il primo album di Alberto Camerini, pubblicato nel 1976.
Nel disco il cantautore italo-brasiliano, già musicista affermato, comincia a sperimentare le tematiche favolistiche e fantastiche che gli rimarranno care per tutta la carriera. La canzone più nota è sicuramente Pane quotidiano che è un inno goliardico alle ideologie "di costume" giocando sulla necessità di una buona cucina. In Tv Baby si denotano forti critiche al mondo televisivo che viene visto dai bambini come modello ideale. La traccia che chiude il disco, Cenerentola, è una favola rivisitata in chiave moderna con protagonista una Cenerentola lavoratrice sfruttata di giorno e donna di facili costumi di notte.
Nel 1990 l’album fu ristampato in versione vinile, cassetta e per la prima volta anche in CD da parte della Sony Music.
Nel 2019, Cenerentola e il Pane Quotidiano fu rimasterizzato da parte della On Sale Music e distribuito, dopo quasi trent'anni dalla volta precedente, in versione CD

## 1ª Parte
Lato A
Testi e musiche di Alberto Camerini.
1. La ballata dell'invasione degli extraterrestri – 5:25
2. Maracatù F.C. – 5:56
3. Pane quotidiano – 4:00
4. Droga (Aiutami dottore) – 3:58
5. Sicurezza – 3:25

## 2ª Parte
Lato B
Testi e musiche di Alberto Camerini.
1. La straordinaria storia dell'invenzione della televisione (a colori) – 7:48
2. TV Baby (gli eroi della televisione) – 4:10
3. S. Marta – 3:41
4. Cenerentola – 8:09

## Strumentisti
1. La ballata dell'invasione degli extraterrestri
- Alberto Camerini, voce, chitarra elettrica & sintetizzatore
- Walter Calloni, batteria
- Hugh Bullen, basso elettrico
- Pepè Gagliardi, piano elettrico
- Claudio Pascoli, sax soprano e tenore
- Alessandro Fattori, sintetizzatore moog

2. Maracatù F.C.
- Alberto Camerini, chitarra elettrica, voce
- Walter Calloni, batteria
- Hugh Bullen, basso elettrico
- Roby Haliffi, percussioni
- Lucio Fabbri, chitarra acustica
- Adriana Camerini, voce
- Donatella Bardi, voce

3. Pane quotidiano
- Alberto Camerini, voce, chitarra acustica e percussioni
- Walter Calloni, batteria
- Paolo Franchini, basso elettrico
- Patrizio Fariselli, piano elettrico
- Mario Lamberti, percussioni
- Alessandro Fattori, moog synthesizer
- Luca Francesconi, piano elettrico
- Adriana Camerini, cori
- Mauro Malavasi, cori
- all star: Marina e Monica

4. Droga
- Alberto Camerini, voce, chitarra acustica, percussioni vocali
- Walter Calloni, batteria
- Paolo Franchini, basso elettrico
- Pepè Gagliardi, piano acustico
- Lucio Fabbri, sintetizzatore, mini moog
- Sebastiano, percussioni

5. Sicurezza
- Alberto Camerini, voce, chitarra acustica
- Antonello Vitale, batteria giocattolo
- Pepè Gagliardi, piano acustico
- Massimo Villa, basso elettrico
- Paolo Tofani, chitarra elettrica
- Sebastiano, tamburino

6. La straordinaria storia dell'invenzione della televisione
- Alberto Camerini, voce, nastri magnetici & chitarra elettrica
- Walter Calloni, batteria
- Hugh Bullen, basso elettrico
- Pepè Gagliardi, piano elettrico
- Lucio Fabbri, violini elettrici
- Lucio Bardi, mandolino elettrico

7. TV baby
- Alberto Camerini, voce, chitarra acustica, nastri
- Walter Calloni, batteria
- Hugh Bullen, basso elettrico
- Lucio Fabbri, violini
- Lucio Bardi, mandolino elettrico
- Alessandro Fattori, mini moog

8. Santa Marta
- Alberto Camerini, voce, chitarra elettrica & mandolino
- Lucio Bardi, mandolino elettrico
- Lucio Fabbri, violino elettrico
- Paolo Donnarumma, basso elettrico
- Antonello Vitale, batteria & marranzana elettrica
- Sebastiano, percussioni

9. Cenerentola
- Alberto Camerini, voce, chitarra elettrica
- Walter Calloni, batteria
- Hugh Bullen, basso elettrico
- Patrizio Fariselli, sintetizzatore a.r.p.
- Claudio Pascoli, sax soprano
- Pepè Gagliardi, piano elettrico & direzione d'orchestra
- Alessandro Fattori, mini moog F.X.
- Massimo Villa, voce (nella parte del leone della metro)
- Antonella "Titti" Fattori, voce (di Sexy Samantha)
- Eugenio Finardi, voce (coretti alla Lurid)